# Dallapé
Dallapé (även Dallapé-orkesteri) är en finländsk orkester, grundad i Helsingfors 1925. Orkestern nådde berömmelse i hemlandet på 1930-talet.

## Bakgrund
Dallapé grundades 1925 av sångaren Ville Alanko, dragspelaren Martti Jäppilä och trummisen Mauno Jonsson. Dessa hade tidigare vairt aktiva i den kommunistiska ensemblen Rajamäen Pojat. Namnet hämtade Jäppilä från den italienska dragspelstillverkaren Dallapé & Figli, vars instrument medlemmarna använde. Hemmascenen var ursprungligen hos Arbetets Vänner i Sörnäs.
1926 anslöt sig xylofonisten Eino Katajavuori och saxofonisten Helge Pahlman till orkestern och fler musiker värvades mellan 1928 och 1929. Dallapé skivdebuterade 1929 hos Polyphon och kort därpå producerades nya skivor för Homocord. Huvuddelen av repertoaren skrevs av Martti Jäppilä och tonsattes av Valto Tynnilä. Inspelningsresor företogs 1929 och 1930 till Berlin och Warszawa med Hannes Kettunen och Ville Alanko som solister. När Alanko avled i tuberkulos 1931 anställdes Matti Jurva som ständig solist. Medlemsantalet växte på 1930-talet; till de nykomna hörde sousafonisten Eero Lauresalo, dragspelaren Viljo Vesterinen, sångaren A. Aimo, klarinettisten Tommy Tuomikoski och pianisten Asser Fagerström. Längre in på decenniet värvades Olavi Virta och Kauko Käyhkö.
Framgångsrika sommarturnéer gjordes över hela Finland på 1930-talet. Repertoaren bestod av schlagermusik och så kallad dragspelsjazz, det vill säga en blandning av inhemsk folkmusik och utländska jazzinfluerade melodier. Detta gjorde orkestern stilbildande och Dallapé nådde stora framgångar på 1930- och 1940-talen. Dallapé drev även ett musikförlag och en musikskola kallad Dallapé-opisto med de egna medlemmarna som lärare.
Under sommarturnén 1938 engagerades saxofonisten tillika klarinettisten Bruno Laakko, som genast utsågs till orkesterledare. Laakkos improviserade solon kan höras på skivor som Ruusuhuone och Teetä kahdelle. Vid fortsättningskrigets utbrott 1941 upplöstes orkestern, men återupptog verksamheten med nya medlemmar 1944. Den sista stora sommarturnén gjordes 1948. Jäppilä återkom 1960 och solist fram till 1962 var A. Aimo. Repertoaren bestod då av nummer från 1930-talet och nya turnéer inleddes 1962. Ett 50-årsjubileum hölls på Kulturhuset i Helsingfors. Konserten TV-sändes med Rauno Lehtinen som dirigent och Heikki Hietamies som värd.
År 2000 hölls 75-årsjubliéet. 2010 ombildades orkestern och är fortfarande aktiv.